# Дублянська міська рада
| Дублянська міська рада — орган місцевого самоврядування у Жовківському районі Львівської області з адміністративним центром у м. Дубляни. Історична дата утворення: в 1940 році. Міській раді підпорядковані населені пункти: - м. Дубляни - с. Малі Підліски - с. Ситихів |

## Склад ради
Рада складається з 30 депутатів та голови.

### Керівний склад ради
| ПІБ                     | Основні відомості                                                                            | Дата обрання | Дата звільнення |
| ----------------------- | -------------------------------------------------------------------------------------------- | ------------ | --------------- |
| Скорик Микола Іванович  | Міський голова, 1978 року народження, освіта, член Партії Християнсько-Демократичний Союз    | 26.03.2006   | 31.10.2010      |
| Попович Василь Юрійович | Міський голова, 1959 року народження, освіта вища, член Всеукраїнського об'єднання «Свобода» | 31.10.2010   |                 |

Примітка: таблиця складена за даними джерела